# Принц Пал I Естерхази
Принц Пал Естерхази од Галанта (мађ. Count László Esterházy de Galánt, Беч, 7. септембар 1635. — Беч, 26. март 1713), био је члан богате мађарске породице Естерхази, најстарији син палатина Миклоша Естерхазија и његове друге жене, баронице Кристине Њари.
Био је први принц Естерхази од Галанте од 1687. до 1713. године, Палатин Краљевине Мађарске од 1681. до 1713. и царски фелдмаршал. Пал је такође био успешан песник, чембалист и композитор. Активно је учествовао у разним биткама против Турака Османлија током четвртог аустро-турског рата (1663–1664) и Великог турског рата (1683–1699). Палу се приписује успостављање богатства, моћи и утицаја кнежевске куће Естерхази.

## Породица и рани живот
Рођен у Кишмартону (Ајзенштат), Краљевина Мађарска, Павле је био трећи син Миклоша, грофа Естерхазија од Галанте и његове друге жене баронице Кристине Њари од Бедега. Миклошев отац, Ференц, носио је дужност палатина Краљевине Мађарске.
Пал је одрастао у дубоко религиозној атмосфери и студирао је у језуитским установама у Грацу и Нађсомбату. Књижевни талент је показао у раном детињству.
Палов старији брат Ладислав погинуо је 16. августа 1652. у бици код Возоканија (Вељке Возокани) против Турака. Пал је наследио Ладислава на месту грофа Естерхазија од Галанте и наследио је огромно породично богатство и поседе са 17 година.

## Војна каријера
Пал је своју војну каријеру започео још 1663. и супротставио се Турцима у биткама Аустро-турског рата (1663–1664) (учествовао је биткама „опсада Новог Зрина” јуна 1664. и Битка код Светог Готхарда (1664)) под вођством Рајмондо Монтекуколија. Пал је био под командом Монтекуколија, заједно са Миклошем Зрињским. Пал је служио у војсци са таквом разликом да је постављен на положај фелдмаршала и главног команданта Војне границе јужне Краљевине Мажарске почев од 1667. у доби од 30 година. Док је служио као главнокомандујући, Пал је угушио побуне у биткама код Љевоча и Ђера. Палове трупе су биле међу коалицијом која је подигнута за битку код Беча 1683. године. После ослобођења Беча од Турака, Пал је 1686. године ушао у Будим на челу са 20.000 људи. Током своје војне каријере, Пал је повео мађарску страну хабзбуршке војске у битку против Турака Османлија укупно 16 пута.
Пал је током свог живота остао лојалан Хабзбурзима, па стога није био умешан у заверу мађарског племства 1670-их. Ову лојалност Хабзбурговци су 1681. године наградили. Пал је као награду постављен на место палатина Краљевине Мађарске. Ратови са Турцима нису прошли незапажено од породице Естерхази, јер је напредовање Турака до Беча опустошило многе земље породице и донело покоље многим становницима земље.
Године 1681. Пал је проглашен витезом аустријског ордена златног руна. Дана 8. децембра 1687. године, Леополд I, цар Светог римског царства издао је кнежевску диплому ,којом се Пал уздигао на положај „принца Светог римског царства”, због његових војних успеха против Турака током поновног освајања Мађарске и његове лојалности кући Хабзбурга.Титула принца је проширена на његове мушке потомке 1712. године. Пал је 9. децембра 1687. године, у улози Палатина, ставио круну Светог Стефана на главу надвојводе Јосифа од Аустрије (касније Јосифа I, цара Светог римског царства) као првог хабзбуршког наследног краља Мађарске. Као савезник Хабзбурговаца, Пал је као једну од својих главних брига имао рекатолизацију оних области средње Европе „заражених“ протестантизмом. Палова лојалност показала се и у сарадњи са Хабзбуршким двором у подривању грађанских и верских слобода.
Године 1703. Пал се поново борио заједно са Хабзбурговцима у ратовима са Куруцима, наоружаним антихабзбуршким мађарским побуњеницима у Краљевини.
Од 1711. до своје смрти, Пал је служио као господар намесник жупаније Мошон.

## Смрт и оставштина
Пал је умро у Ајзенштату 26. марта 1713. године. Да би обезбедио своје богатство, Пал је основао нови облик аустријског „модела породичног поверења” и ставио свог наследника у свом тестаменту кроз успостављање две првобитне линије за своје синове Михајла и Јосифа. У свом тестаменту, Пал је својим синовима Михајлу и Џозефу оставио два имања која су требало да остану одвојена, али су поново спојена под Јосифовим власништвом 1721. године.
Пал је сахрањен у породичној крипти Естерхази у Франзисканерској цркви у фрањевачком самостану у Ајзенштату.
Већина поседа кнежевске куће Естерхазија стечена је током Палове владавине као главе породице, али је његова земља имала дугове од укупно 1.311.733 флорина до 1711. године.